# Gazzo Veronese
Gazzo Veronese és un comune (municipi) de la província de Verona, a la regió italiana del Vèneto, situat a uns 100 quilòmetres al sud-oest de Venècia i a uns 30 quilòmetres al sud de Verona.
A 1 de gener de 2020 la seva població era de 5.257 habitants.
Gazzo Veronese limita amb els següents municipis: Casaleone, Nogara, Ostiglia, Sanguinetto, Serravalle a Po, Sorgà, Sustinente i Villimpenta.
La seva economia es basa principalment en l'agricultura.